# Nebesna sotnia
Nebesna sotnia (лат.) (укр. Небесна сотня) — вид стародавніх, викопних давньокрилих комах, одноденок з родини Ameletopsidae, знайдений в еоценовому Балтійському бурштині, віком близько 40 мільйонів років. Виділено в самостійний рід Nebesna. Вид і рід названі на честь Небесної сотні як «символічну наукову повагу подвигу та жертовності українців, які загинули під час Революції Гідності» та внаслідок повномасштабної війни Росії проти України.

## Назва
Назва Nebesna sotnia була дана як символічна наукова пошана українців, які загинули під час Революції Гідності та внаслідок повномасштабної війни. В описі до дослідження йдеться: «Назва віддає глибоку данину подвигу, мужності та самопожертві всіх українців, які постраждали від російської військової агресії». За словами одного з учасників дослідження, біолога Романа Годунько з Державного природничого музею НАН України у Львові, ідея такого найменування виникла в української наукової команди вже давно.

## Опис
Голотип виду — комаха-самець, виявлена в шматочку балтійського бурштину. Завдяки добре збереженій будові крил і тіла було визначено, що воно належить до реліктового сімейства Ameletopsidae, представники якого в даний час існують лише в Південній півкулі: у Південній Америці, Австралії та Новій Зеландії, а в ранньому кайнозої, в еоцені, коли він утворювався. воно було поширене й у Північній, зокрема у Європі. Спочатку бурштин із цим екземпляром знаходився у приватній колекції литовського дослідника Йонаса Дамзена у Вільнюсі. У 2025 році зберігається у Державному природознавчому музеї НАН України у Києві. До наукової команди також входили українські вчені Роман Годунько та Олександр Мартинов та біологи, які зберегли цінні колекції з Донецького регіону після російської окупації.